# Shorty Rogers and His Giants
| Recensione | Giudizio |
| ---------- | -------- |
| AllMusic   |          |

Shorty Rogers and His Giants è un album a nome Shorty Rogers and His Giants, pubblicato dalla casa discografica RCA Victor Records nel novembre del 1953.

## Tracce

### LP (RCA Victor Records, LPM 3137)
Lato A
Musiche di Shorty Rogers.
1. Morpo – 3:28 – Registrato il 15 gennaio 1953 a Los Angeles, California
2. Bunny – 3:25 – Registrato il 12 gennaio 1953 a Los Angeles, California
3. Powder Puff – 2:29 – Registrato il 12 gennaio 1953 a Los Angeles, California
4. Mambo Del Crow – 3:02 – Registrato il 15 gennaio 1953 a Los Angeles, California

Lato B
1. The Pesky Serpent – 2:38 (musica: James Giuffre) – Registrato il 12 gennaio 1953 a Los Angeles, California
2. Diablo's Dance – 3:16 (musica: Shorty Rogers) – Registrato il 15 gennaio 1953 a Los Angeles, California
3. Pirouette – 3:10 (musica: Shorty Rogers) – Registrato il 12 gennaio 1953 a Los Angeles, California
4. Indian Club – 2:36 (musica: James Giuffre) – Registrato il 15 gennaio 1953 a Los Angeles, California

## Tracce

### LP (RCA Victor Records, LPM 1195, 1956)
Lato A
Musiche di Shorty Rogers, eccetto dove indicato.
1. Morpo – 3:28
2. Bunny – 3:25
3. Powder Puff – 2:29
4. Mambo Del Crow – 3:02
5. Joycycle – 2:38 – Registrato il 10 settembre 1954 a Los Angeles, California
6. The Lady Is a Tramp – 2:18 (testo: Lorenz Hart – musica: Richard Rodgers) – Registrato il 10 settembre 1954 a Los Angeles, California

Lato B
1. The Pesky Serpent – 2:38 (musica: James Giuffre)
2. Diablo's Dance – 3:16 (musica: Shorty Rogers)
3. Pirouette – 3:10 (musica: Shorty Rogers)
4. Indian Club – 2:36 (musica: James Giuffre)
5. The Goof and I – 2:54 (musica: Al Cohn) – Registrato il 10 settembre 1954 a Los Angeles, California
6. My Little Suede Shoes – 2:47 (musica: Charlie Parker) – Registrato il 10 settembre 1954 a Los Angeles, California

- Durata brani ricavati dal CD pubblicato nel 1998 dalla RCA Records (74321609892)

## Formazione
(Sessioni di registrazione del 12 e 15 gennaio 1953)
- Shorty Rogers – tromba
- Milt Bernhart – trombone
- Art Salt – sassofono alto
- Jimmy Giuffre – sassofono tenore
- Gene Englund – tuba
- John Graas – corno francese
- Hampton Hawes – pianoforte
- Joe Mondragon – contrabbasso
- Shelly Manne – batteria

(Sessione di registrazione del 10 settembre 1954)
- Shorty Rogers – tromba
- Jimmy Giuffre – sassofono tenore, clarinetto, sassofono baritono
- Pete Jolly – pianoforte
- Curtis Counce – contrabbasso
- Shelly Manne – batteria

Note aggiuntive
- Paul Krupa e Jack Lewis – note retrocopertina album originale [3][4]